# 別謝拉 (克列梅涅茨區)
50°0′50″N 25°34′13″E / 50.01389°N 25.57028°E
別謝拉（烏克蘭語：Весела），是烏克蘭的村落，位於該國西部捷爾諾波爾州，由克列梅涅茨區負責管轄，始建於1649年，面積0.64平方公里，2001年人口254，人口密度每平方公里396.9人。